# Eusebio (jurista)
Eusebio fue un jurista bizantino que tenía el cargo de Magister Scriniorum. Fue uno de los nueve miembros de la comisión nombrada por el emperador Teodosio II en 429 para compilar un código de leyes. Este proyecto luego fue alterado tras nombrar una nueva comisión a la que ya no perteneció y que daría como resultado el Codex Theodosianus en 438. 